# Warlingham
Warlingham är en ort och civil parish i grevskapet Surrey i sydöstra England. Orten ligger i distriktet Tandridge, cirka 22,5 kilometer söder om centrala London. Tätorten (built-up area) hade 8 917 invånare vid folkräkningen år 2021.